# Léonard Limosin
Pour les articles homonymes, voir Limosin.

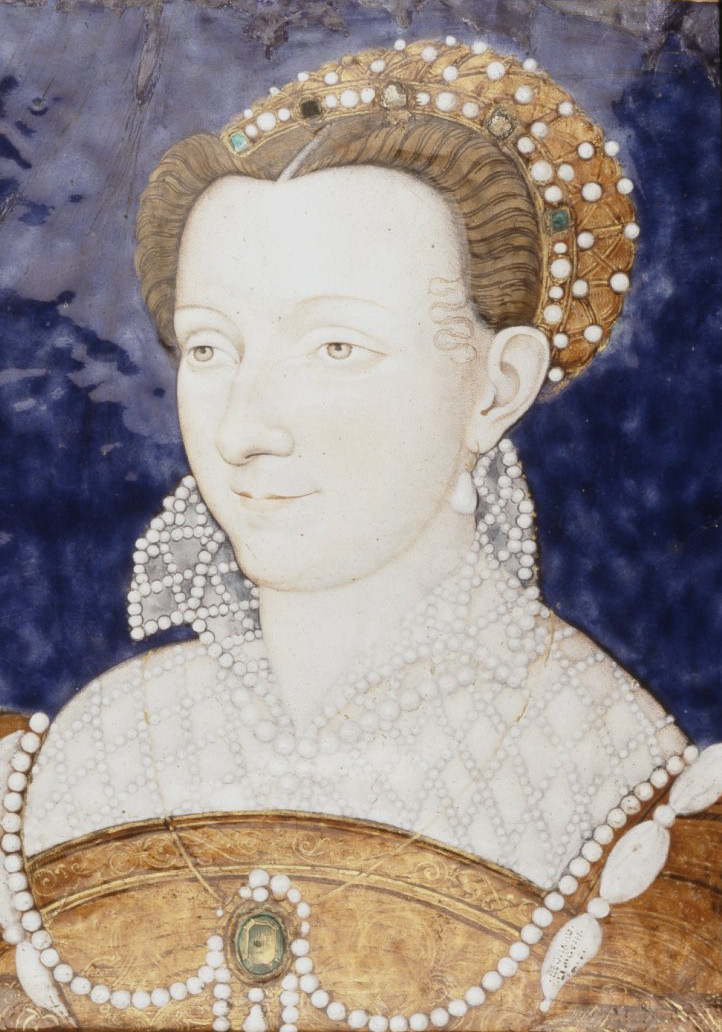
Portrait d'Anne d'Este par Léonard Limosin, vers 1570, émail peint sur cuivre,. Londres, British Museum, Waddesdon Bequest, WB.24.

Léonard I Limosin est un peintre, émailleur, dessinateur et graveur français du XVIe siècle, né vers 1505 à Limoges, mort entre janvier 1575 et février 1577.

## Biographie
Léonard I est le fils aîné du courtier et aubergiste François Limosin. Une certaine obscurité entoure les débuts de sa carrière. On croit qu'il est l'élève de Léonard Pénicaud (1470-1543). Certains biographes le font venir à Fontainebleau en 1528, bien que l'école dirigée par la suite par Rosso et le Primatice n'existe pas encore. Du reste, les premières œuvres de Léonard témoignent de l'influence allemande. Peintre du roi dès 1530, mais peu ou mal payé par François Ier, il exécute de nombreux émaux pour les églises ; son talent ne s'épanouit pas encore. Cependant en 1532, date la plus éloignée de ses travaux signés, il exécute dix-huit plaques d'après la Passion d'Albrecht Dürer. Très habile dessinateur, il copie en émaux les estampes du « Maître au Dé » et fait comme lui une suite de pièces représentant les divers épisodes de la fable de Psyché d'après Raphaël, en grisaille.

## Travaux de commandes diverses
En 1537, il émaille avec beaucoup de talent des coupes et des échiquiers que l'on peut admirer aujourd'hui au Louvre et qui sont des chefs-d'œuvre du genre.
En 1541, il s'établit à Limoges avec son frère Martin. Sa renommée est considérable et ses portraits sont très appréciés.
En 1544, il exécute celui de la reine Claude de France, femme de François Ier, et reproduit également presque toutes les célébrités contemporaines. À cette époque il s'essaye aussi dans la gravure, qui dessert plutôt son talent, privé du prestige de la couleur.
En 1545, le peintre Michel Rochetel (XVIe siècle) lui fournit les dessins de la série des douze apôtres donnée par Henri II à Diane de Poitiers pour décorer la chapelle du château d'Anet, transférée en 1802 à l'église Saint-Pierre de Chartres et aujourd'hui au musée des Beaux-Arts de Chartres. Il reproduit plusieurs fois cette suite, dont deux sujets se trouvent aujourd'hui au Louvre. Les émaux dont le château d'Anet s'enorgueillit attirent sans doute l'attention de Diane de Poitiers qui y réside, car Léonard est bientôt chargé de faire le portrait de la royale favorite. Il la représente en croupe derrière Henri II de France. Ce tableau est peut-être le chef-d'œuvre du peintre. L'histoire de Diane est reprise par lui et répétée presque à l'infini.
En 1548, il est nommé valet de la chambre du Roy. Il signe ses œuvres: « Léonard Limosin, Esmailleur, Peintre, valet de chambre du Roy ».
En 1551, il peint à l'huile: L'Incrédulité de saint Thomas, tableau d'autel, que possède le musée de Limoges.
En 1558, Henri II commande à son émailleur deux tableaux destinés à orner deux autels appliqués à des boiseries disposées assez maladroitement en travers de la nef de la Sainte-Chapelle. Henri II veut que François Ier et Éléonore d'Autriche soient représentés sur l'un de ces tableaux, lui-même et Catherine de Médicis sur l'autre. Cette œuvre, constituée par quarante-six plaques d'émail, est achevée en un an. Léonard y applique tout son talent. À cette époque il exécute Une belle Blonde nue et une Déesse à la table des Dieux. Il s'agit encore de Diane de Poitiers. Puis la série des portraits se poursuit: François II, duc de Guise, Marguerite de Valois, le Cardinal de Lorraine, Amyot et beaucoup d'autres. Étourdi par le succès et la popularité, Léonard exécute œuvre sur œuvre, travaillant trop vite, et de cette époque date sa décadence. Sous François II, il conserve son titre de « Serviteur de la Chambre du Roy notre Syre et son Maître esmailleur », avec le traitement annuel de 80 livres.

## Commandes royales et productivité
Émailleur et peintre, Léonard est encore arpenteur et dresse à ce titre des « figures de lieux et tenues », conservées aux Archives de la Haute-Vienne.
En 1571, il perd son frère et associé Martin Limosin. Il est nommé consul en même temps que l'émailleur Jean III Penicaud. Les derniers émaux de Léonard sont datés de 1574. Ils n'ont pas la valeur des précédents. Ce sont des plaques figurant Catherine de Médicis en Vénus, faisant suite à deux autres figurant Henri III en Jupiter, et Charles IX en Apollon. L'œuvre de Léonard Limosin est considérable. On peut évaluer à 1840 émaux qu'il signe et date entre les années 1532 et 1574. Ce n'est pas seulement leur nombre qui fait la célébrité du peintre, mais leur qualité et leur variété en général. Avec une grande hardiesse et une grande habileté, il use de tous les procédés jusque-là connus dans l'art de l'émailleur; il les unit souvent avec bonheur dans une même composition.

## Emploi de la couleur
L'effet de ces émaux est clair, éclatant, harmonieux. Léonard emploie tous les coloris, depuis les bleus vifs qui dominent dans ses œuvres sur les verts et les pourpres, jusqu'aux grisailles sur noir et sur bleu, savamment recouvertes d'un glacis violet ou bleuâtre. Aucun émailleur ne manie mieux que lui la pointe dans les ombres, ni n'a obtenu un modelé aussi parfait par hachure ou pointillé. Parfois il dessine seulement ses sujets en bistre, au pinceau, sur un fond d'émail blanc, et se contente de glacer le tout en émaux colorés du côté de l'ombre. Il sait choisir ses couleurs suivant la nature des fonds, et ménage des transitions entre les tons les plus vifs et les ombres les plus intenses. Son dessin, influencé par l'École de Fontainebleau, témoigne d'une grande exagération dans l'allongement des formes. On croit que la plupart de ses émaux sont exécutés sur des dessins qui lui sont fournis par des peintres, Nicolò dell'Abbate et Étienne de Laulne en particulier.

## Style et technique
Léonard interprète ces dessins avec une grande liberté, mais dans ses admirables portraits, il s'applique à rendre toute la sincérité naïve des crayons français de l'époque. Par l'ensemble de ses qualités : sûreté du dessin, merveilleuse entente des ressources de l'émail, aisance de l'exécution, activité qui tient du prodige, Léonard Limosin se place en tête des émailleurs de Limoges et même des émailleurs français de la Renaissance.

## Œuvres signées
Parmi ses œuvres classées, on mentionne :
1535 Plaque rectangulaire: Psyché emportée par Zéphyr.
1536 Portrait d'Eléanor d'Autriche, émail sur cuivre, 34 × 24 cm, musée national de la Renaissance, Château d'Écouen
1557 Tablier double, pliant, pour le tric-trac et les échecs, monté sur bois, composé de vingt plaques.
1543 Cinq plaques. L'une centrale et les quatre autres en trapèze allongé formant encadrement et comprises dans une bordure en bois doré: Le Père de Psyché consultant l'oracle d'Apollon.
1550 Cinq plaques. L'une centrale et les quatre autres en trapèze allongé, formant encadrement et comprises dans une bordure de bois doré: La Toilette de Psyché, plaque ovale.
1550 Portrait de Jean Philippe, baron de Rhingrave.
1550 Plaque ovale: Portrait d'homme.
1553 Mélanchton? Tableau votif dit de la Sainte-Chapelle. Assemblage de vingt-trois plaques d'émail réunies dans une monture en bois, pièce centrale: La Crucifixion.
1553 Tableau votif, dit de la Sainte-Chapelle. Assemblage de vingt-trois plaques d'émail réunies dans une monture en bois: pièce centrale: La Résurrection.
1555 Plaque ovale:Vénus et l'Amour.
1555 Plaque rectangulaire: Neptune et Doride.
1556 Tableau en forme de cuir découpé, composé de neuf plaques d'émail montées en bois doré: Portrait d'Anne de Montmorency.
1557 Plaque ovale: François de Lorraine, duc de Guise.
1559 (antérieur à): Henri II roi sz France.
1559 (antérieur à): Tableau composé de neuf plaques: une grande et huit petites servant d'encadrement: Saint Thomas, sous les traits de François Ier.
1560 (antérieur à) Plaque ovale François II, roi de France.
1565 à 1568: Plaque rectangulaire Catherine de Médicis, et deux personnages inconnus.
1572 Plaque ovale: Scène de famille.
1572 Plaque ovale concave:La Chasse.
Fin de Léonard: Plaque rectangulaire: Portrait de Françoise d'Orléans, princesse de Condé.
Fin de Léonard: Plaque rectangulaire: Buste de femme.
Fin de léonard: Plaque rectangulaire: Un concert.
le 10 février 1577 un autre document mentionne les « hoirs de feu Leonard Limosin esmailleur » (les héritiers). Il est donc décédé avant cette date

## Fonds d'atelier
Parmi les œuvres classées de son atelier : Deux plaques rectangulaires sur trois côtés cintrées en dedans sur le quatrième, même sujet pour chacune: Colonne de Trophées — Plaque ovale: Siège d'une ville — Quatre assiettes: Le Mois de Janvier, le Mois de Mars, Le Mois d'Avril, le Mois de Juin — Assiette: Adam et Ève — Coupe plate portée sur un piédouche: Psyché transportée par Zéphyr — Coupe avec son couvercle: Sacrifice de Noé après la sortie de l'Arche — Coupe avec son couvercle: Dieu apparaissant à Abraham — Gobelet à pied: La Création de l'Homme.

Son influence profonde sur le travail de l’émail a perduré tout au long du XVIe siècle. 

## Œuvres

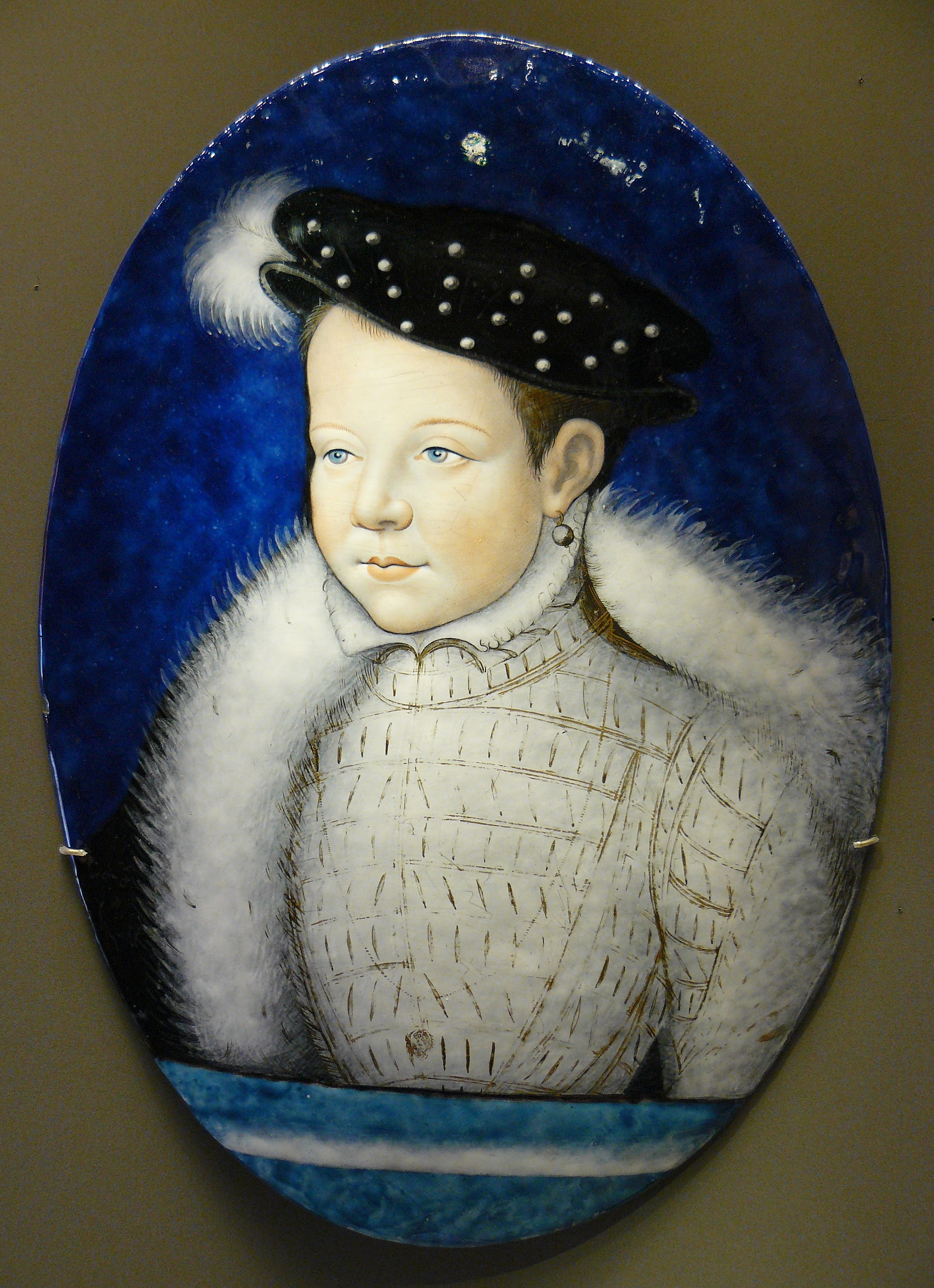
Un émail sur cuivre attribué à Limosin, Le Dauphin François II, Musée du Louvre

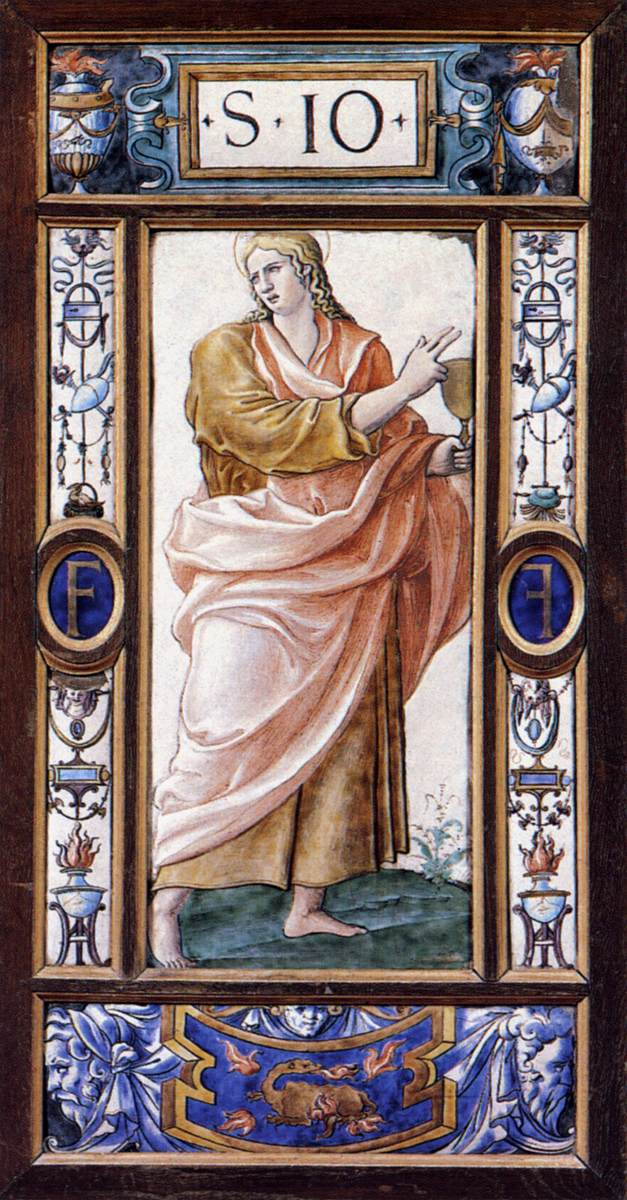
Saint Jean, émail sur cuivre,, 1547, musée des beaux-arts de Chartres.

Les principaux musées du monde conservent des pièces émaillées de Léonard Limosin : le musée du Louvre à Paris (retables de la Sainte-Chapelle...), le Metropolitan Museum of Art à New York, etc. L'une des œuvres les plus connues est certainement la suite de douze apôtres émaillés, aujourd'hui conservée au musée des beaux-arts de Chartres, mais qui était prévue pour orner les pilastres de la chapelle Saint-Saturnin du château de Fontainebleau. Le musée des Beaux-Arts de Limoges, palais de l’Évêché, outre de nombreuses pièces émaillées (portrait de Galiot de Genouillac, Sybille, Je suis Sanson, etc.)  présente également la seule peinture connue de l'artiste, L’Incrédulité de saint Thomas, huile sur panneau, daté 1551, dans lequel figure sans doute un autoportrait.

## Conservation
- Limoges (Musée des Beaux-Arts de Limoges, palais de l'Évêché) :
  - Adam et Eve chassés du paradis, 1534.
  - La Descente aux Limbes.
  - Jésus chassant les marchands du Temple.
  - Je suis Sanson.
  - Je suis Hélène.
  - Sybilles.
  - Saint Michel terrassant le dragon.
  - Crucifixion
  - Galiot de Genouillac.
  - L'incrédulité de saint Thomas, huile sur panneau.
- Paris (musée du Louvre) :
  - Saint Paul, saint Thomas.
  - Éléonore d'Autriche.
  - Anne de Montmorency.
- Chartres (musée des beaux-arts de Chartres)
  - La série des 12 plaques décoratives figurant les apôtres, avec le F (à l'endroit et à l'envers) de François Ier et la salamandre,  Classé MH (1901)[5].